# M-1 (潜水艦)
|          |                                                                                   |
| 艦歴     |                                                                                   |
| 発注:    |                                                                                   |
| 起工:    | 1914年7月2日                                                                      |
| 進水:    | 1915年9月14日                                                                     |
| 就役:    | 1918年2月16日                                                                     |
| 退役:    | 1922年3月15日                                                                     |
| その後:  | スクラップとして売却                                                              |
| 除籍:    | 1922年3月16日                                                                     |
| 性能諸元 |                                                                                   |
| 排水量:  | 水上 488トン、水中 676トン                                                        |
| 全長:    | 196 ft 3 in (59.8 m)                                                              |
| 全幅:    | 19 ft (5.8 m)                                                                     |
| 吃水:    | 1 ft (0.3 m)                                                                      |
| 機関:    | ネレスコ・ディーゼル2基、840 hp (626 kW) 電動モーター2基、680 hp (507 kW) 2軸推進 |
| 最大速:  | 水上14ノット (26 km/h) 、 水中10.5ノット (19 km/h)                                |
| 乗員:    | 士官、兵員28名                                                                    |
| 兵装:    | 3インチ砲1門、 50口径機銃1基、 18インチ魚雷発射管4門                              |

M-1 (USS M-1, SS-47) は、アメリカ海軍の潜水艦。同型艦はない。

## 艦歴
M-1は1914年7月2日にマサチューセッツ州クインシーのフォアリバー造船所で、ニューヨークのエレクトリック・ボート社向けに起工した。1915年9月14日にサラ・ディーン・ロバーツによって命名、進水し、1918年2月16日にM・R・ピアース少佐の指揮下就役した。
M-1は潜水艦の設計、建造における新型技術のテストベッドとして設計された。サイモン・レイクの設計による単殻船体の潜水艦とは対照的に、M-1は二重船殻が採用され、世界初の複殻船体構造を持つ潜水艦であった。バッテリーは新たに設計されたものが導入され、過去の欠点のいくつかを解決することとなった。同型艦は建造されなかったが、本艦の運用によって得られたデータはAA-1級潜水艦の設計に導入された。
就役後M-1は第2潜水分艦隊に所属し、ロードアイランド州ニューポートを拠点として活動した。その後3年にわたって東海岸で作戦活動および潜水艦乗組員に対する訓練に従事する。現役最後の年には第3および第5潜水分艦隊に所属し活動した。
6年間の試験および訓練活動後、M-1は1922年3月15日にフィラデルフィア海軍造船所で退役し、翌日除籍された。M-1は1922年9月25日にフィラデルフィアのジョセフ・G・ヒトナーにスクラップとして売却された。